# 欧阳晓平
欧阳晓平（1961年1月24日—），湖南宁远人，实验核物理专家，中国脉冲辐射场诊断的学科带头人之一，中国工程院院士，现任西北核技术研究所研究员。

## 履历
1983年，毕业于湖南零陵师专物理专业。2002年，获复旦大学粒子物理与原子核物理学博士学位。2013年，当选中国工程院院士。2017年10月，中国共产党第十九次全国代表大会上当选中国共产党第十九届中央委员会候补委员。